# Пашково (Наро-Фоминский район)
Пашково — деревня в Наро-Фоминском районе Московской области, в составе сельского поселения Ташировское. Численность постоянного населения по Всероссийской переписи 2010 года — 25 человек, в деревне числятся 1 улица и 2 садовое товарищество. До 2006 года Пашково входило в состав Крюковского сельского округа.
Деревня расположена в западной части района, на правом берегу реки Таруса, примерно в 9 км к северо-западу от города Наро-Фоминска, высота центра над уровнем моря 165 м. Ближайшие населённые пункты — Маурино и Любаново.